# Liang xiao hua nong yue
Liang xiao hua nong yue – hongkońska komedia romantyczna z 1987 roku w reżyserii Chor Yuena.
Film zarobił 1 473 819 dolarów hongkońskich w Hongkongu.

## Obsada
Źródło: Internet Movie Database

- Clarence Fok
- Kenny Ho
- Mimi Chi Yan Kung – Chi-yan Gung
- Sing Kwong Lai
- Chun Kit Lee
- Anglie Leung
- Ray Lui
- Hong Nan – żona Haka
- Bill Tung – wujek Haka